# ويليام كابلين
ويليام كابلين (بالإنجليزية: William Caplin)‏ هو منظر موسيقى أمريكي، ولد في 1946.